# Yasushi Akutagawa
Yasushi Akutagawa (芥川 也寸志?, Akutagawa Yasushi; Tabata, 12 luglio 1925 – Chūō, 31 gennaio 1989) è stato un compositore e direttore d'orchestra giapponese.

## Vita
Akutagawa, figlio dello scrittore Ryūnosuke Akutagawa, studiò composizione con Kunihiko Hashimoto e Akira Ifukube al Conservatorio di Tokyo. Fu uno dei membri di Sannin no kai (Gruppo dei Tre) con Ikuma Dan e Toshiro Mayuzumi.
Nel 1954, quando il Giappone non aveva ancora relazioni diplomatiche con l'Unione Sovietica, entrò in Russia illegalmente, e divenne amico di Dmitri Shostakovich, Aram Khachaturian e Dmitri Kabalevsky. Akutagawa fu l'unico compositore giapponese i cui lavori furono ufficialmente pubblicati in Unione Sovietica in quell'epoca. La Musica per Orchestra Sinfonica del 1950 riflette il suo amore per la musica di Shostakovich e il suo debito verso le colonne sonore dei grandi film sovietici.
Le sue composizioni furono influenzate da Stravinsky, Shostakovich, Prokofiev e Akira Ifukube.
Fu anche popolare come maestro di cerimonie in spettacoli televisivi. Come insegnante, si dedicò alla formazione di un'orchestra amatoriale, la Shin Kokyo Gakudan ("Nuova Orchestra Sinfonica"). Quasi un anno dopo la sua morte, nel 1990, venne fondato in sua memoria un premio di composizione che porta il suo nome.
Akutagawa e la Shin Kokyo Gakudan vinsero nel 1976 il Suntory Music Award.

## Composizioni (selezione)

### Opera
- Kurai kagami (Lo specchio scuro), Tokyo, Yomiuri Hall, 27 marzo 1960
- Hiroshima no Orfe (Orfeo a Hiroshima), testo di Kenzaburō Ōe, Tokyo, NHK TV, 27 agosto 1967 (revisione di Kurai kagami)

### Lavori orchestrali
- Preludio per orchestra sinfonica (1947)
- Trinità sinfonica (1948)
- Musica per orchestra sinfonica (1950)
- Musica per microfono (1952)
- Trittico, per orchestra d'archi (1953)
- Prima sinfonia (1954/55)
- Divertimento (1955)
- Sinfonia per bambini "Twin Stars", per coro infantile e orchestra, testo di Kenji Miyazawa (1957)
- Sinfonia Ellora (1958)
- Inga (Negative Picture), per orchestra d'archi (1966)
- Ostinata sinfonica '70 (1967)
- Concerto ostinato, per violoncello e orchestra (1969)
- Rapsodia per orchestra (1971)
- Concerto ostinato, per GX1 e orchestra (1974)
- Akita chihō no komoriuta (Ninnananna del distretto di Akita), per violino e orchestra (1977)
- Poipa no kawa to Poipa no ki (Il fiume Poipa e l'albero di Poipa), favola per bambini, narratore e orchestra (1980)
- Allegro ostinato (1986)
- Orugan to ōkesutora no tame no hibiki (Suoni), per organo e orchestra (1986)
- Ballata su un tema di Godzilla (1988). Dedicato a Akira Ifukube

### Balletto
- Kotei no yume (Il sogno del lago) (湖底の夢), Tokyo, 1950
- Shitsuraku-en (Paradiso perduto), Tokyo, 1951
- Kappa, Tokyo, 1951
- Flame... star (炎も星も) (1953)
- Kumo no ito (La tela del ragno), Tokyo, 1968
- Tsuki (La principessa della luna), Tokyo, 1981

### Opere strumentali e per gruppi
- Quartetto per archi (1948)
- La danse, suite per piano (1948)
- Canzoni di Papua, per soprano e orchestra (1950)
- Ballata, per violino and piano (1951)
- Nyambe (1959)
- Musica per archi No. 1 (1962)
- Sasara, per violino e pianoforte (1978)
- Uta no tabi I–III, per coro e orchestra (1978–80)
- 24 Preludi per bambini, per piano (1979)

### Colonne sonore
Compose le colonne sonore di circa 50 film, tra cui:
- Nangoku no hada (南国の肌) (1952)
- La porta dell'inferno (1953)
- Takekurabe (たけくらべ) (1955)
- Ana (穴) (1957)
- Fuochi nella pianura (1959)
- Ritratto dell'Inferno (1969)
- Mt. Hakkoda (1977)
- Il villaggio delle otto lapidi (1977)
- Il demone (1978)

### Musiche per televisione
- Forty-seven Ronin (1964) - Sigla di apertura
- Ai no Gakko Cuore Monogatari (1981) - Sigla di apertura e chiusura
- Benkei (1986) - Sigla di apertura